# Baureihe 59
Wirtemberska K – wirtemberska lokomotywa parowa produkowana w latach 1917-1924 dla kolei wirtemberskich. Lokomotywy parowe zostały wyprodukowane do prowadzenia ciężkich pociągów towarowych na górskich wirtemberskich liniach kolejowych. Wyprodukowano 44 lokomotywy. Parowozy stacjonowały w parowozowni w Kornwestheim. Niektóre parowozy eksploatowane były na górskiej linii kolejowej Semmeringbahn zlokalizowanej w Alpach Austriackich gdzie stacjonowały w parowozowni Mürzzuschlag. Przez koleje niemieckie lokomotywy zostały oznakowane jako Baureihe 59. Parowozy po wojnie były eksploatowane przez koleje zachodnioniemieckie do 1953 roku. Nie zachowano żadnego parowozu.